# Avicularia holmbergi
Avicularia holmbergi là một loài nhện trong họ Theraphosidae và thuộc chi Avicularia. Loài này phân bố ở Frans-Guyana.